# Johanna André

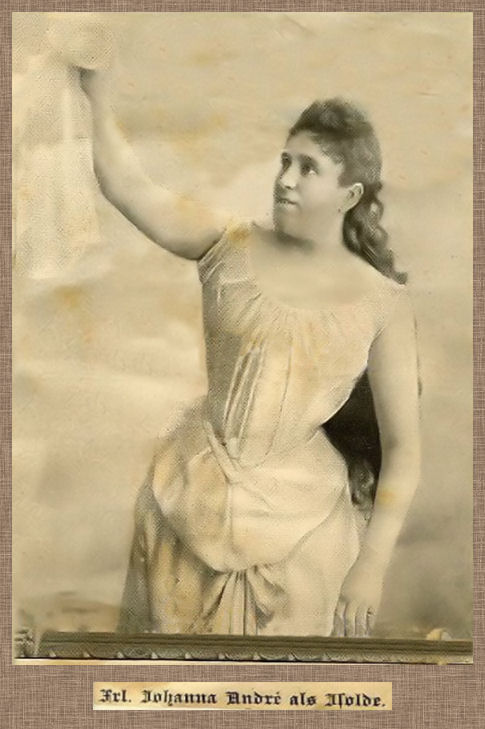
Johanna André als Isolde (vor 1900)

Johanna André (* 30. Juni 1861 in Doberan; † 23. Juni 1926 in Braunschweig) war eine deutsche Theaterschauspielerin, Opernsängerin (Sopran) und Gesangspädagogin.

## Leben
André war die Tochter des großherzoglichen Hofopernsängers Anton André, der als beliebtes Mitglied der Schweriner Hofbühne wirkte. Schon als Kind zeigte sie musikalische Begabung und noch nicht 17 Jahre alt, ging sie zur Bühne. Ihre gesangliche Ausbildung übernahm Frau Hesse-Bürg, eine Schülerin von Pauline Viardot-Garcia. Nachdem André in Berlin als „Ännchen“ zum ersten Mal aufgetreten war, wurde sie 1879 von Franz Abt für das Hoftheater in Braunschweig verpflichtet. Dort debütierte sie als „Alice“. Beim Publikum in Braunschweig war sie sehr beliebt. 1882 wurde die Künstlerin eingeladen, in Bayreuth bei der ersten Parsifal-Aufführung das erste Blumenmädchen zu singen. Ihre Darbietung entsprach den strengsten Anforderungen.
Sie war auch als Gesangspädagogin in Braunschweig tätig. Sie starb 1926.